# Arlbergbahn
Az Alrbergbahn egy vasúti fővonal Ausztriában. Összeköti Tirol tartományi székhelyét, Innsbruckot a Vorarlberg tartományi Bludenzcel az Arlberg-hágón át, és vasúti kapcsolatot létesít a Kufstein–Brenner-vasútvonal (Alsó-Inn-völgyi vasútvonal) és a Vorarlbergbahn között. Az Osztrák Szövetségi Vasutak törzshálózatának része.
Az Arlbergbahn építése 1880-ban kezdődött. A forgalom Innsbruck és Landeck között 1883. július 1-jén indult meg, a teljes vonalat 1884. szeptember 21-én nyitották meg. A vonal teljes hossza 136,72 km, melyből 105,77 km Tirolban, 30,95 Voralbergben van. Kelet felől 729,2 m szintkülönbséget győz le. A meredekebb, mert rövidebb, emelkedő nyugat–kelet irányú, melynek szintkülönbsége 752,3 m. Emellett a nyugat–keleti emelkedő részben az Arlbergbahn alagútban vezet, melynek hossza 10 648 m (eredetileg 10 249,9 m) St. Anton am Arlberg és Langen am Arlberg között, mely a vasút központi része.
Az eredetileg egyvágányú pályát mára a legtöbb szakaszon kétvágányúra bővítették. Az Ötztal–Kronburg, Landeck-Zams–Schnann és Klösterle–Bludenz pályaszakaszok máig egyvágányúak maradtak.

## Előzmények és építés
Már 1845-ben felmerült egy beszélgetésen, amely egy angol vasúttervezővel az Anglia és Egyiptom közötti összeköttetésről folyt, egy vasút az Arlber-hágón át, de az volt a vélemény, hogy abban az időben túl sok technikai akadálya lenne az építkezésnek. A Semmeringbahn 1854-es megnyitása bebizonyította, hogy egy hegyivasút építése az Arlbergen át korántsem lehetetlen.

## Képek galériája

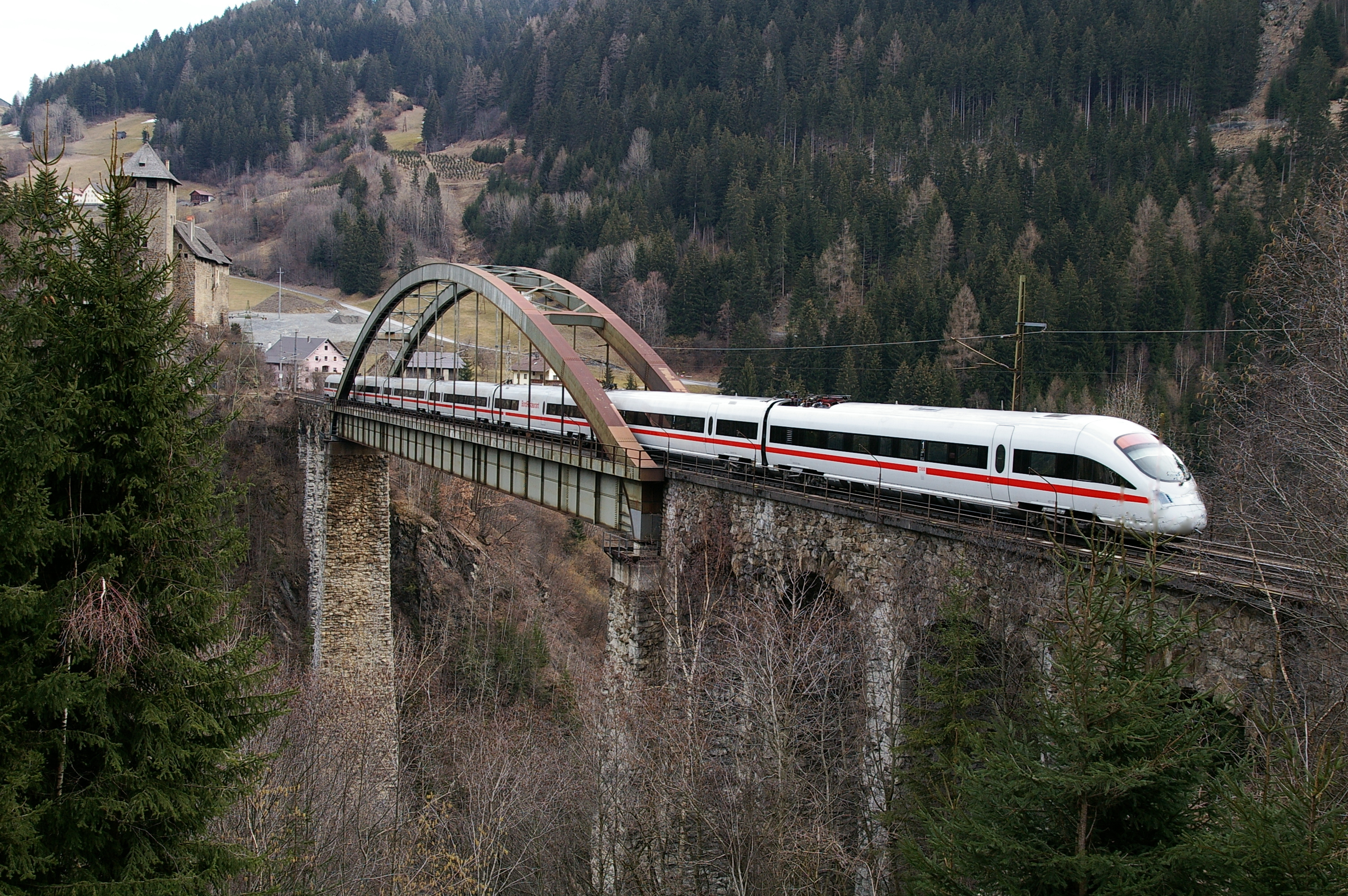
EC-vonat a vonalon
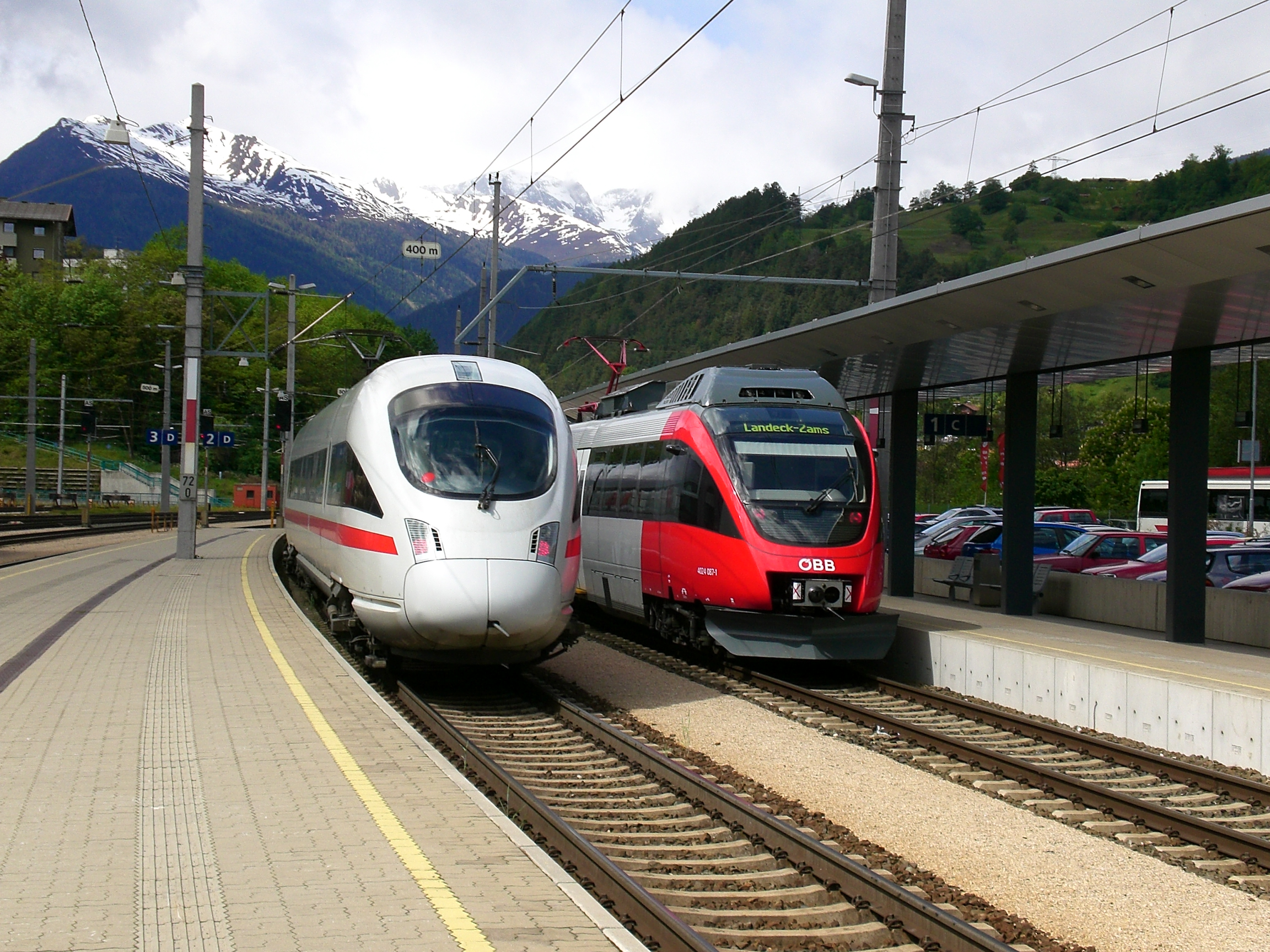
Az ÖBB 4011 és az ÖBB 4024 sorozat Landeckben
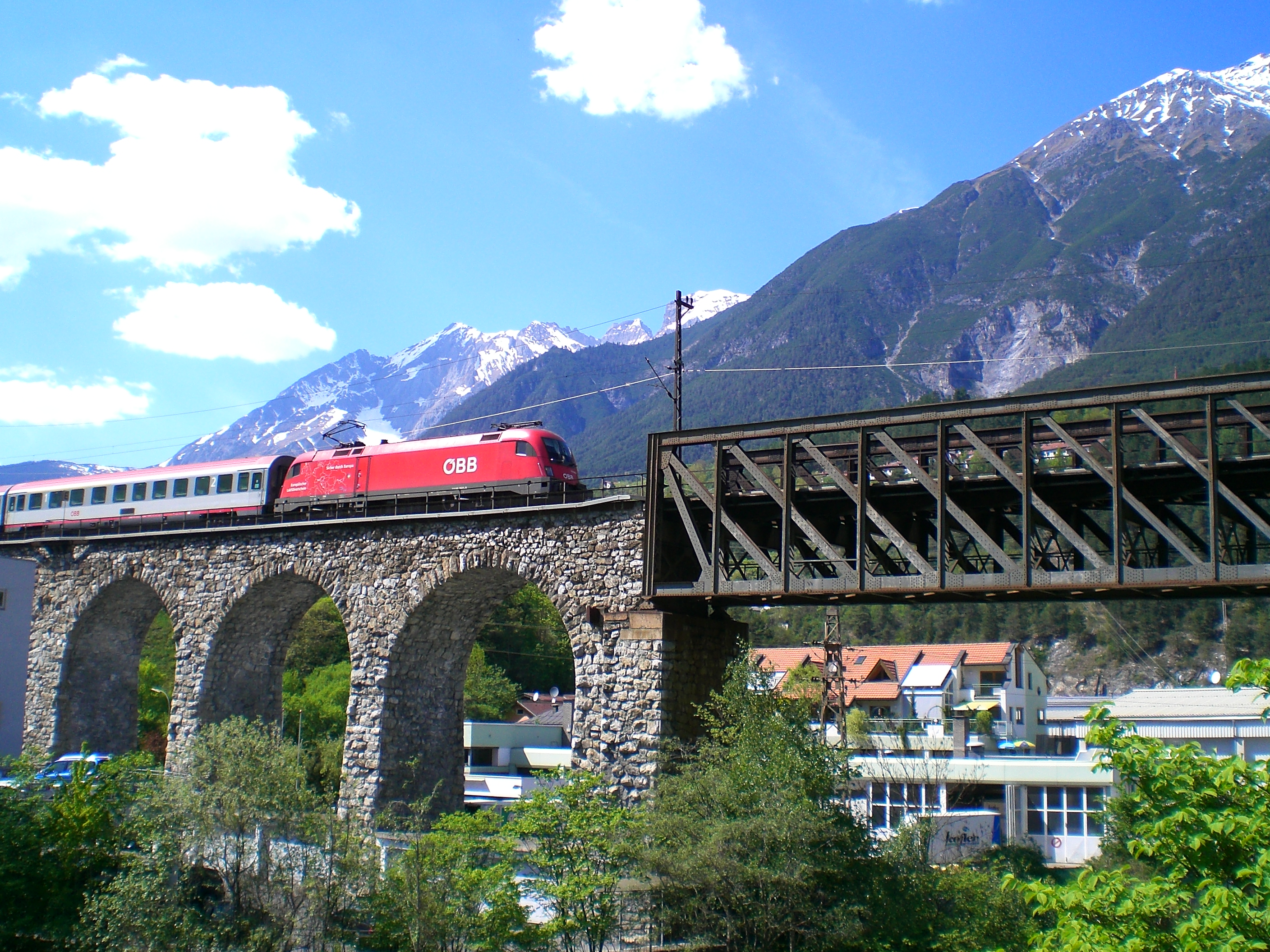
Az Inn folyó hídja Landecknél
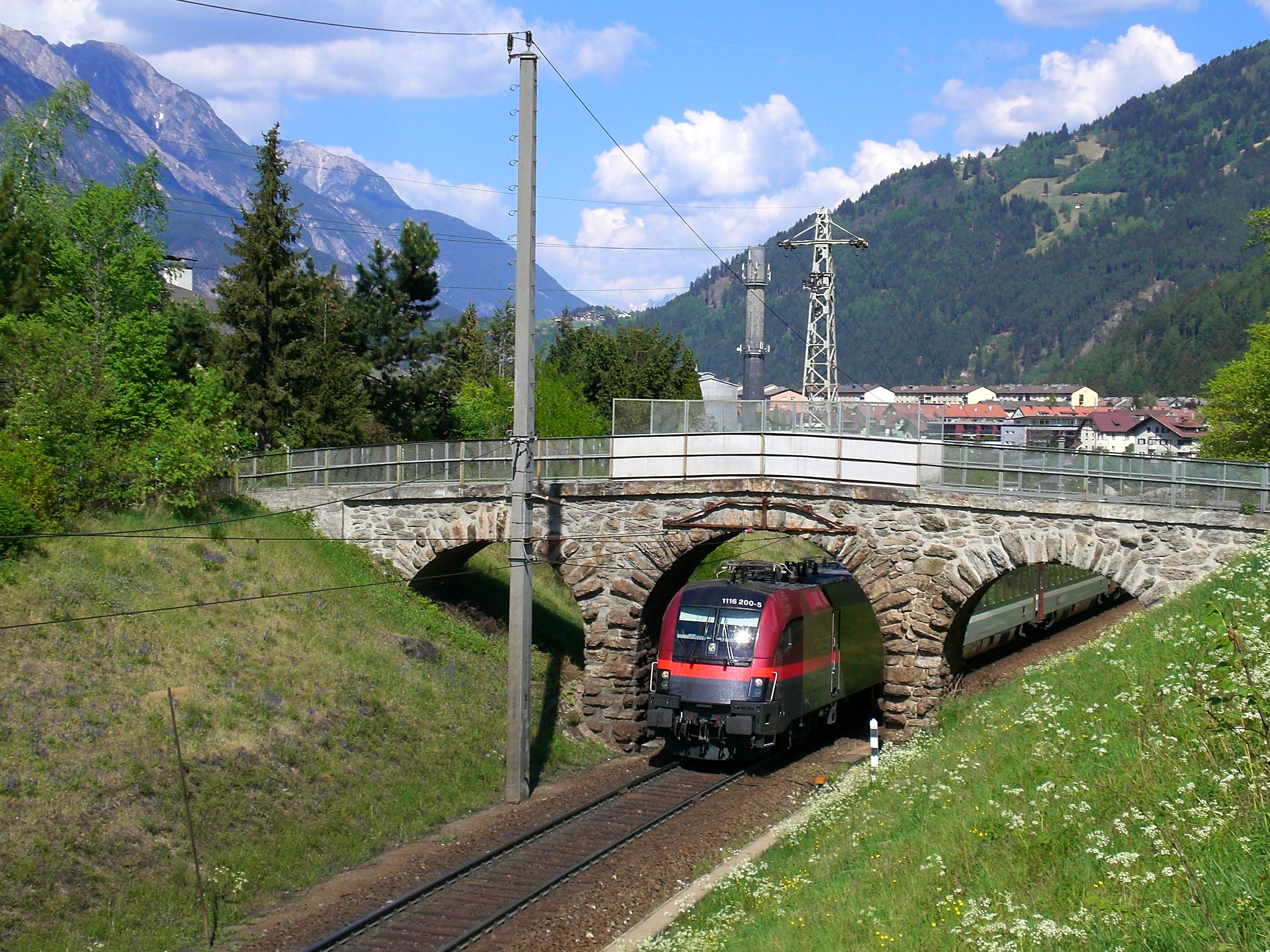
ÖBB 1116 sorozatú villamosmozdony Railjet festéssel Landeck közelében
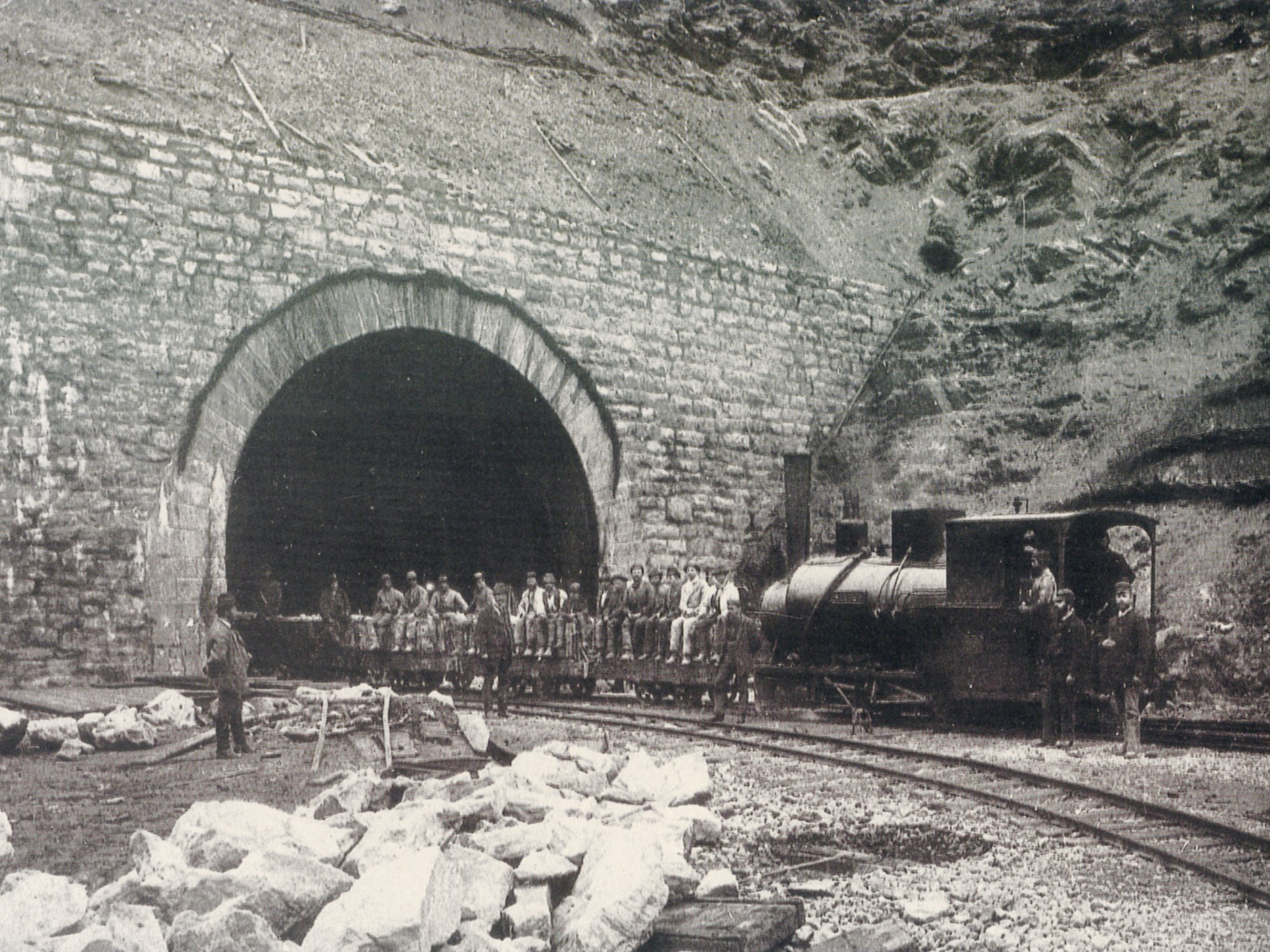
Az Arlberg-alagút építése
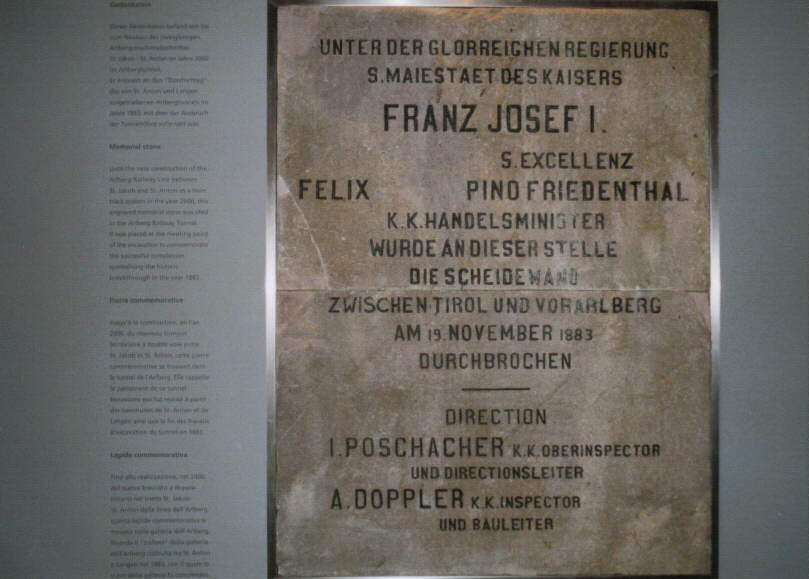
Gedenkstein im Bahnhof St. Anton am Arlberg
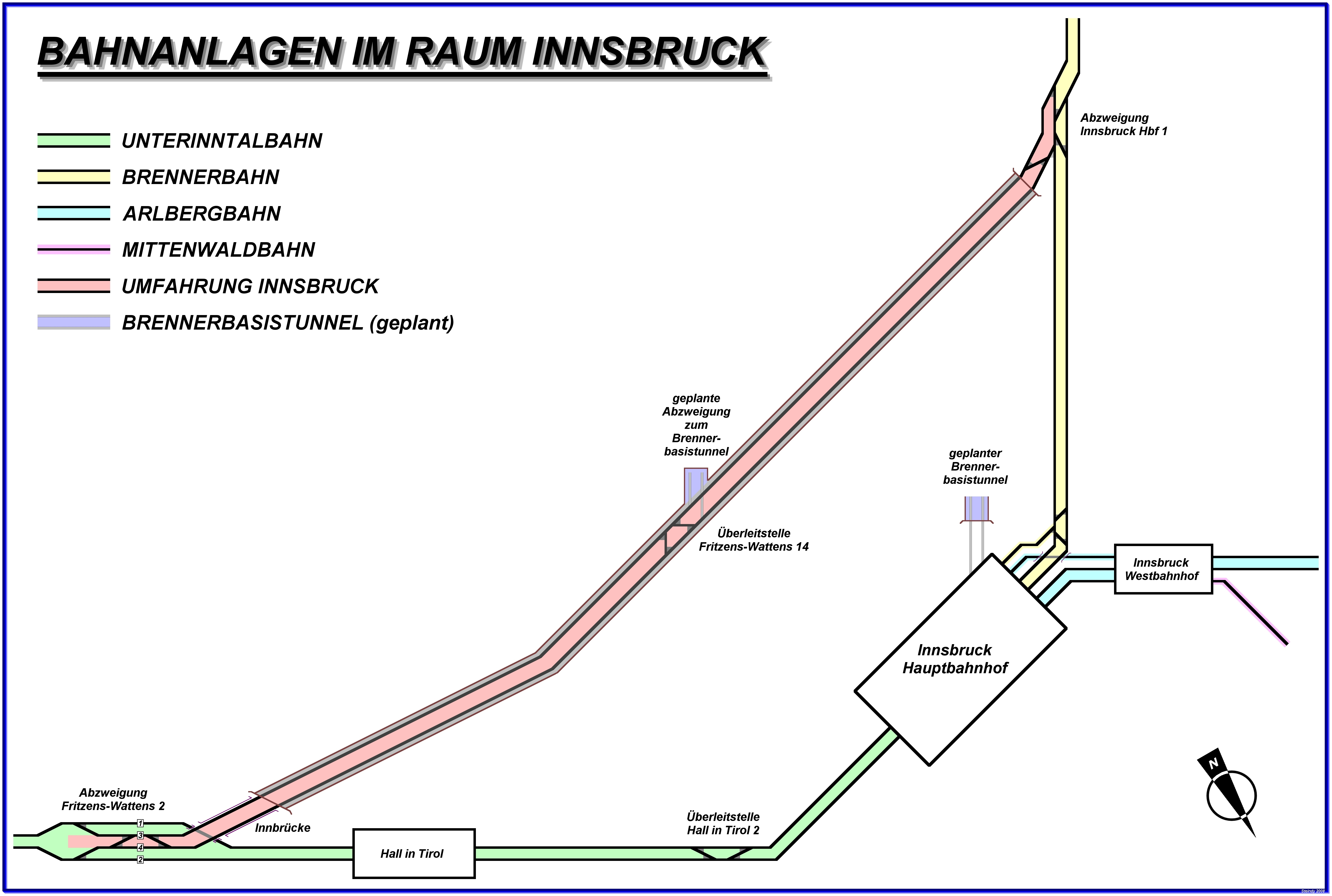
Innsbruck és környékének vasútvonalai és vasúti kapcsolatai (a kép dél-észak tájolású)
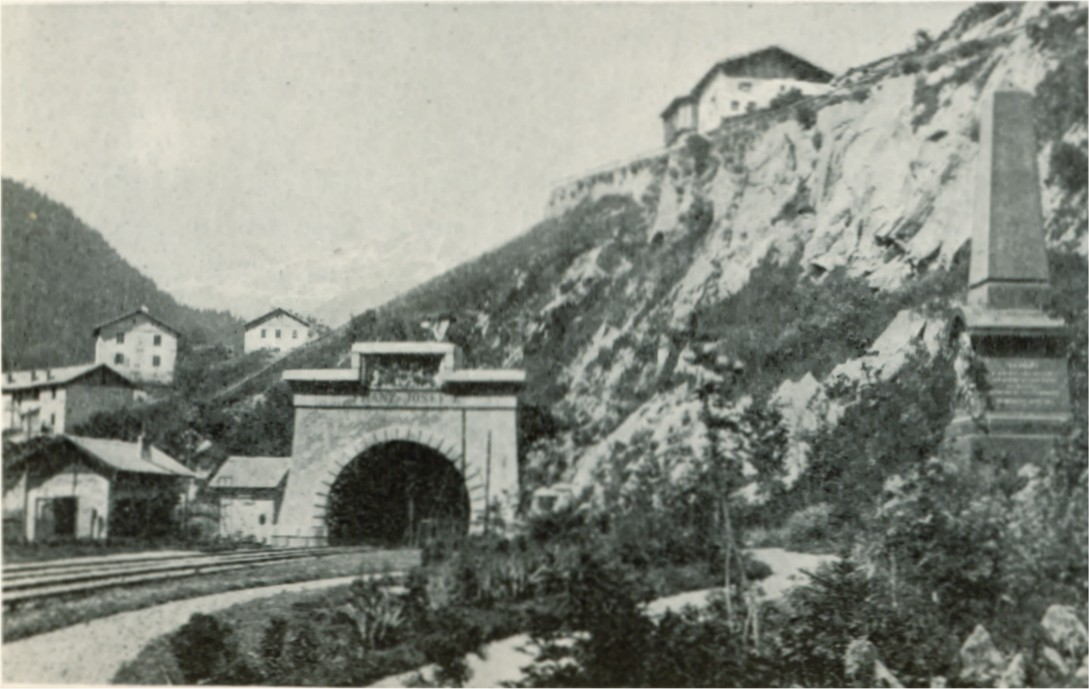
Az Alberg-alagút keleti bejárata 1898-ban

## Építési költségek
| Részletezés                           | Építési költslgek Guldenben | Építési költségek Koronában | Építési költség Korona/km |
| Előmunkálatok                         | 1 405 582                   | 2 811 163                   |                           |
| Telkek és épületek                    | 2 498 638                   | 4 997 275                   | 36 668                    |
| Föld- és sziklamunkák (alagút nélkül) | 4 282 369                   | 8 564 738                   | 62 844                    |
| Töltés és bélésfalépítés              | 1 362 103                   | 2 724 206                   | 19 900                    |
| Műtárgy (hidak, átereszek stb.)       | 2 899 888                   | 5 799 775                   | 42 566                    |
| Alagutak (Arlbergtunnel nélkül)       | 525 524                     | 1 051 048                   | 19 844                    |
| Arlbergtunnel                         | 19 082 641                  | 38 165 282                  | 65 496                    |
| Felépítmények                         | 2 590 079                   | 5 180 158                   | 38 010                    |
| Magasépítés                           | 1 883 966                   | 3 767 932                   | 27 648                    |
| Még nem nevesített alépítményi munkák | 1 247 803                   | 2 495 606                   |                           |
| Fémtermékek                           | 626 698                     | 1 253 396                   |                           |
| Jelző- és egyéb berendezések          | 480 185                     | 960 370                     |                           |
| Szállítás                             | 2 199 750                   | 4 399 499                   |                           |
| Adminisztráció                        | 213 051                     | 426 102                     |                           |
| közterhek                             | 1 624                       | 3 248                       |                           |
| Összesen                              | 41 299 920                  | 82 599 798                  | ≈ 606 000                 |

## Érdekességek
- A Microsoft Train Simulator videójátékban a hat alappálya egyike az Arlberg vasútvonal.[1]

## Fordítás
- Ez a szócikk részben vagy egészben  az   Arlbergbahn című német Wikipédia-szócikk fordításán alapul.  Az eredeti cikk szerkesztőit annak laptörténete sorolja fel. Ez a jelzés csupán a megfogalmazás eredetét és a szerzői jogokat jelzi, nem szolgál a cikkben szereplő információk forrásmegjelöléseként.